# Theridion kibonotense
Theridion kibonotense är en spindelart som beskrevs av Albert Tullgren 1910. Theridion kibonotense ingår i släktet Theridion och familjen klotspindlar. Inga underarter finns listade i Catalogue of Life.